# Pablo de Mera
Pablo de Mera (Torralba de Calatrava, enero, 1549 - ?), soldado, cronógrafo y astrólogo español del siglo XVI, natural de Torralba de Calatrava, provincia de Ciudad Real.

## Biografía
Caballero del hábito de Calatrava, fue protegido por el maestro Jerónimo Martínez, secretario de don Francisco Sandoval y Rojas, marqués de Denia y Duque de Lerma, poderoso favorito de Felipe III, natural, como él, de Torralba de Calatrava. Entró al servicio del Duque de Lerma y combatió la insurrección de los moriscos bajo las órdenes del Marqués de los Vélez. Al terminar la guerra se retiró a sus posesiones y se dedicó a cultivar sus tierras, casándose con Lucía López. A fines del siglo XVI escribió su Tratado del cómputo general de los tiempos, conforme a la nueva reformación, necessario para los Eclesiásticos y Seglares. Con cien tablas centésimas y la restauración del Áureo número, con otras tablas, y cuentas curiosas a ello tocantes. Ahora nuevo... Madrid, 1614.
Dio ocasión a este libro la corrección del calendario que hizo el papa Gregorio XIII en 1582, y se valió en él de los profundos conocimientos y consejo de su amigo el maestro Jerónimo Martínez, a quien llama "mi maestro y amigo" en el prólogo del libro, titulado De amicitia. Divide su trabajo en 185 artículos y trata en ellos del tiempo y de su división en la Edad Antigua y en la Moderna, y con las diversas religiones; explica el año eclesiástico, la constitución de los cielos, los astros principales ue se manifiestan a nuestra vista y observación y los signos del Zodiaco, los eclipses y la pronosticación del tiempo, concluyendo y poniendo fin a su trabajo con un docto artículo en el que trata De los engaños que hay en el mundo y lo que dél se siente. Muestra no vulgar erudición y anticipa algunas teorías geológicas posteriores, analizando algunos problemas astronómicos. La parte más floja es la que se refiere a la Astrología y a la predicción del tiempo.